# ボウフラキン
ボウフラキンとは、昆虫類（通常はボウフラ）の絶対的寄生菌であり、ボウフラとカイアシ類（ケンミジンコ）の間で異種間寄生を行う、コウマクノウキン門ボウフラキン属の生物である。

## 概要
ボウフラキン(Coelomomyces)はボウフラの内部に寄生する絶対的寄生菌として古くから知られている。この1属で独立のボウフラキン科(Coelomomycetaceae)を構成し、現在は約50種ほどが知られている。
ボウフラの体内に不規則な形態の菌体が増殖し、やがてそのあちこちに厚壁の耐久胞子を作ってボウフラの体内はこれで一杯になる。これはほぼ楕円形で厚壁を持ち、その表面には様々な突起が並ぶ。この突起の形は種の特徴となっている。
寄生されたボウフラは不透明の黄褐色になるのでルーペでも判別できると言う。

## 特徴
この菌は生活環に複数種の宿主を必要とする点で特殊である。このような性質を異種寄生性というが、菌類においては、それまでサビキン類でしか知られていなかった。また、単相と複相の栄養体が交互に出現する生活環は菌類ではそれまでにカワリミズカビ(Allomyces)でしか知られていなかったものである。この生活環のパターンは植物や藻類には多くの例が存在する。

## 形態・生活環
先に述べたボウフラに寄生する姿は複相の栄養体（胞子体）である。

### 胞子体
上記のように体内では細胞壁を持たない、多核体の原形質の固まり状で、不規則に二又分枝した様な形になる。時に変形体に似ていると言われる。この形でボウフラの体腔内で成長し、短い菌体に分断される形で増殖するので、これを分節菌糸体ということもある。ある時期になると菌体の各部から休眠胞子が形成される。菌体の枝先の部分が次第に楕円形に膨らみ、やがて厚い壁に覆われることで完成する。この休眠胞子はボウフラが死んで分解することで放出され、休眠の後にその内部に多数の遊走子が形成される。この過程で減数分裂が行われ、遊走子の核相は単相である。
なお、休眠胞子は後に内部に遊走子を形成することから遊走子嚢（胞子嚢）と相同と考えられ、その点では休眠胞子嚢と呼んだ方がよい。胞子嚢が分離して胞子のような散布体としてふるまう例は近縁のカワリミズカビや卵菌類のツユカビ目のものにも見られる。

### 配偶体
遊走子は後ろに鞭型鞭毛を1本持つ。これが泳いでいる間に好適なケンミジンコに出会えれば、それに侵入し、その血体腔内部でほとんど分枝のない、単純な形の菌体に発達する。細胞壁がない点では胞子体と同じである。配偶体は自家不和合性で、同型ながら+と-の株がある。いずれも宿主内で増殖し、宿主が死ぬ寸前に菌体は配偶子嚢になり、その内部に多数の配偶子を形成する。配偶子は一本の鞭状鞭毛を持ち、宿主の体内に放出され、そこで接合して接合子になるか、宿主体外で接合する。
接合したものはそのまま鞭毛を持って泳ぎ、うまく宿主となるボウフラに出会えば、その体表でシスト化する。その後そこから体表を貫いて宿主内に侵入、繁殖を開始する。

## 分類

### 歴史
最初の発見は1921年のマレーシアで、体内に黄色の粒子が充満したボウフラが発見されたことに始まる。このボウフラは黄熱病を媒介する Stegomyia scutellarisであった。それを元にして1923年に記載された。ちなみに翌年モスクワでこれが発見された時は原虫と見なされ、ズーグラフィアの名で原生動物として記載されている。
この菌は世界のあちこちで発見され、いずれも特異的にボウフラの病原体としてふるまうため、蚊の防除に使えるのではないかと注目され、多くの研究が行われた。しかし培養ができないこと、生活環が解明されなかったことから研究が進まなかった。
生活環がすべて解明されたのはウイッシュラー達によるC. psorophoraeの研究から(1974,1975)である。これによってこの菌が二つの世代を持ち、ボウフラに寄生するのが胞子体であり、配偶体はケンミジンコ類に寄生すること、つまり世代交代があることが発見された。その後もいくつかの種で同様のことが確認されている。

### 高次分類群
コウマクノウキン門 - コウマクノウキン綱 - コウマクノウキン目 - ボウフラキン科 - ボウフラキン属

### 種
タイプ種
Coelomomyces stegomyiae Keilin 1921
現在以下の種が知られている。	
- Coelomomyces africanus A.J. Walker 1985 *Coelomomyces angolensis H. Ribeiro  1992
- Coelomomyces anophelesicus A.V.V. Iyengar  1962
- Coelomomyces arcellaneus Couch & Lum 1985
- Coelomomyces arsenjevii Koval & E.S. Kuprian. 1981
- Coelomomyces ascariformis Van Thiel 1962
- Coelomomyces azerbaijanicus E.S. Kuprian.  & Koval 1986
- Coelomomyces beirnei Weiser & McCauley 1972
- Coelomomyces bisymmetricus Couch & H.R. Dodge  ex Couch 1962i ｈｊにゅ７
- Coelomomyces borealis　Couch & Service　1985
- Coelomomyces cairnsensis Laird 1962
- Coelomomyces canadensis (Weiser & McCauley) Nolan 1978
- Coelomomyces carolinianus Couch, Umphlett & H.A. Bond  1985
- Coelomomyces celatus Couch & Hembree 1985
- Coelomomyces chironomi Rasín 1929
- Coelomomyces ciferrii Leão 1965
- Coelomomyces couchii Nolan & B.Taylor 1979
- Coelomomyces cribrosus Couch & H.R. Dodge ex Couch 1962
- Coelomomyces dentialatus Couch & Rajap. 1985
- Coelomomyces dodgei Couch 1962
- Coelomomyces dubitskii Couch & Bland 1985
- Coelomomyces elegans Couch & Rajap. 1985
- Coelomomyces fasciatus Couch & A.V.V. Iyengar 1985
- Coelomomyces finlayae Laird 1962
- Coelomomyces grassei Rioux & Pech 1962
- Coelomomyces iliensis Dubitskii, Dzerzh. & Daneb. 1973
- Coelomomyces indicus A.V.V. Iyengar 1962
- Coelomomyces iyengarii Couch 1985
- Coelomomyces keilinii Couch & H.R. Dodge ex Couch 1962
- Coelomomyces lacunosus Couch & O.E. Sousa 1985
- Coelomomyces lairdii Maffi & Nolan 1977
- Coelomomyces lativittatus Couch & H.R. Dodge ex Couch 1962
- Coelomomyces macleayae Laird 1962
- Coelomomyces madagascaricus Couch & Grjebine 1985
- Coelomomyces milkoi Dudka & Koval 1973
- Coelomomyces musprattii Couch 1985
- Coelomomyces neotropicus Lichtw. & L.D. Gómez 1993
- Coelomomyces notonectae (Bogoyavl.) Keilin 1927
- Coelomomyces omorii Laird, Nolan & Mogi 1975
- Coelomomyces opifexi Pillai & J.M.B. Sm. 1968
- Coelomomyces orbicularis Couch & Muspratt 1985
- Coelomomyces orbiculostriatus 	Couch & Pras. 1985
- Coelomomyces pentangulatus Couch 1962
- Coelomomyces ponticulus Nolan & Mogi 1980
- Coelomomyces psorophorae Couch 1962
- Coelomomyces punctatus Couch & H.R. Dodge ex Couch 1962
- Coelomomyces quadrangulatus Couch 1962
- Coelomomyces raffaelei Coluzzi & Rioux 1962
- Coelomomyces reticulatus Couch & A.J. Walker 1985
- Coelomomyces rugosus Couch & Service 1985
- Coelomomyces sculptosporus Couch & H.R. Dodge ex Couch 1962
- Coelomomyces seriostriatus Couch & J.B. Davies 1985
- Coelomomyces solomonis Laird 1962
- Coelomomyces stegomyiae Keilin 1921 type specie
- Coelomomyces sulcatus Couch & A.V.V. Iyengar 1985
- Coelomomyces tasmaniensis  Laird 1962
- Coelomomyces thailandensis Couch, D. Gould & Hembree 1985
- Coelomomyces triangulatus Couch & W.W. Martin 1985
- Coelomomyces tuberculatus Bland & Rodhain 1985
- Coelomomyces tuzetiae Manier, Rioux, F. Coste & Maurand 1970
- Coelomomyces uranotaeniae Couch 1945
- Coelomomyces utahensis Romney, Couch & L.T. Nielsen 1985
- Coelomomyces walkeri Van Thiel 1962

## 生態
この菌の出現はボウフラの生態に依存する。ごく一時的な水たまりに出現するボウフラに寄生するものもあり、休眠胞子の形成もそのような環境に適応したものであると考えられている。

## 利用
この菌はカ類の防除に使える可能性に注目されて多くの試みが行われたが、全く成功していない。これは培養ができないことと、生活環に複数の宿主が必要であることがネックになる。今後はこれを踏まえての利用法が検討されることになるだろう。

## 関連書籍
- John Couch (1985), The Genus Coelomomyces, Academic Press, ISBN 9780323151368